# Carlos Julio Ramírez
Carlos Julio Ramírez (Tocaima, Cundinamarca, 4 de agosto de 1916-Miami, Florida, 12 de diciembre de 1986) fue un cantante lírico y actor colombiano.

## Inicios y carrera
Su carrera de cantante se inició cantando en los alrededores de su pueblo junto a su hermana Alcira Ramírez y en los barcos turistas que recorrían el río Magdalena cerca al puerto de Girardot, en donde cantó desde los nueve años por unas cuantas monedas. Poco tiempo después se traslada con su familia a Bogotá, donde le surgieron diversas oportunidades de crecimiento profesional. Allí le vinieron presentaciones en el Teatro Municipal, el Teatro Faenza y varios viajes a Medellín donde el público lo apodó a él y su hermana "Los Jilgueros de Colombia". En uno de sus viajes conoce al político conservador Laureano Gómez, quien, maravillado por la voz de Ramírez, lo inscribe en clases de canto con el profesor Emilio Murillo y lo matrícula en el colegio internado de la Comunidad Salesiana de la ciudad de Bogotá. Murillo intentó matricular a Carlos Julio Ramírez en el Conservatorio Nacional pero dentro de severos conceptos ortodoxos fue rechazado por estar "viciado de bambuco".
A la edad de 12 años, Carlos Julio Ramírez debuta en la radío, en un programa de la emisora bogotana La voz de la Víctor. Allí conoce al maestro Efraín Orozco quien lo lleva a su primera gira musical por Suramérica.
En 1936, se lanzaba a buscar suerte en el exterior y marcha a Buenos Aires, integrando la orquesta del maestro Efraín Orozco, viajó también a Viña del Mar donde fue escuchado por Homero Manzi y Cátulo Castillo, quienes lo recomendaron a empresarios bonaerenses. Por aquel entonces, conoció a Carlos Gardel, de quien se cuenta que le dijo: "Pibe, no te quedes en tu tierra con esa voz". Cuatro años vivió en la capital Argentina y durante dos años y medio formó parte de la Compañía de Ópera del Teatro Colón, donde cantaba junto a Lily Pons y Giacomo Lauri-Volpi. Era el barítono más joven de la compañía y era considerado como el de mejor porvenir, asimismo recibió importantes ofertas para cantar en Europa. Emocionado preparó maletas y se marchó de Buenos Aires. Apenas había llegado a Brasil, cuando estalló la Segunda Guerra Mundial.
Dadas las circunstancias, cuando aún dudaba si volver a Argentina o regresar a Colombia, le surgió un contrato para trabajar en el "Casino de la Urca" en Río de Janeiro, un club nocturno comparable entonces al Copacabana donde continuaron sus triunfos como cantante popular. Fue entonces que pensó en trasladarse a New York. 
Llegó en los años 40 al teatro Metropolitan Opera House. El crítico e historiador musical Irvinge Kolodin, que escribía los programas del Metropolitan, dijo que el Largo al factotum de Ramírez había sido superior a los realizados por los míticos barítonos Titta Ruffo y Ezio Pinza, en tecnologías anteriores al disco.
Desafortunadamente, ignoraba cómo era New York, y cómo los artistas del Metropolitan eran contratados con bastante tiempo antes de comenzar la temporada de opera.
Ramírez había incursionado en la lírica en el Teatro Colón de Bogotá, experiencia que intensificó al hacer parte de la Compañía de Ópera de Adolfo Bracale y la Compañía de Zarzuela de Marina Uguetti
En 1944 comienza su incursión el la industria cinematográfica. La productora cinematográfica estadounidense Metro Goldwyn Mayer decidió contratar a Carlos Julio para que participara en varias de las producciones de la época, actuando en siete películas, entre ellas, la producción Escuela de Sirenas. También presta su voz cantando el Largo Al Factotum de Gioacchino Rossini para el corto animado del director de cine estadounidense Tex Avery, Magical Maestro en 1952.
Sus primeras grabaciones de música colombiana las realiza hacia el año de 1952 con temas como “Bésame morenita”, “El camino del café”, “La carta”, “Compadre, no me hable de ella”, “Sombras”, “Arrunchaditos”, “El Trapiche”, y otras, además de muchos temas del repertorio internacional.
Carlos Julio sufría de ludopatía y a causa de esto perdió la mayor parte de su fortuna arruinándose económicamente.
Grabó en 1972 su último disco LP, con arreglos y dirección del maestro Blas Emilio Atehortúa. Fue la voz oficial del Himno Nacional de Colombia, grabado junto con la Coral Verdi y la Orquesta Sinfónica Nacional, dirigida por el maestro José Rozo Conteras. Junto con la versión instrumental, fue publicado por la disquera Sonolux.  
Falleció en Miami el 12 de diciembre de 1986, debido a un cáncer.

## Condecoraciones
El 22 de abril de 1981 el Gobierno Colombiano le otorga la Cruz de Boyacá.